# 明知城
明知城（あけちじょう）は、美濃国明知（岐阜県恵那市明智町）にあった戦国時代の日本の城（山城）。別名白鷹城（しらたかじょう）。岐阜県指定史跡。なお、美濃国には、可児郡明智荘にも明智城（長山城）が存在していたので、混同への注意が必要である。

## 概要
明知城は、日本三大山城に数えられる岩村城から南西8キロメートルに位置する遠山十八城のひとつ。標高530メートルの山に築かれた天険の地形を巧みに利用した平山城で、土盛砦として保塁数大小23箇所あり、今でもその様子が原形のまま残っているのが日本でも数少ないとされ、県の指定文化財（史跡）となっている。重要な砦には石垣を積み上げ、中に陣屋として実戦に備えた館5棟があった。
恵那郡明知は、北は岩村・恵那、東は信濃国伊那郡飯田、西は土岐郡、南は三河国賀茂郡足助・額田郡岡崎に街道が通じる、交通の要衝の地である。遠山氏祖の遠山景朝の父親である、源頼朝の重臣の加藤景廉が明知を含む遠山荘の地頭に任ぜられ、それ以降、明知遠山氏累代の土地であった。
戦国時代の後期には、岩村・阿照・明知・串原・苗木・安木と並んで遠山七頭と呼ばれていた。そのうち「岩村遠山氏」と「苗木遠山氏」そしてこの「明知遠山氏」を「遠山三頭」といい、美濃国東濃地方に威を張っていた。
しかし、やがて美濃国東濃地方は争奪戦の地となり、武田信玄の家臣秋山虎繁（信友）、織田信長の嫡男の織田信忠、豊臣秀吉の武将の森長可が制圧している。
秀吉の死後に長可の弟の森忠政が川中島に移封となり、替わって田丸直昌が入ったが、関ヶ原の戦いで直昌は大坂城城番となり西軍に取り込まれたため、遠山利景が嫡男の遠山方景と共に奪還した。
なお、明智光秀の生誕の城ともいわれているが、足利尊氏の御家人の土岐氏の末裔とされ、遠山氏の縁戚である可能性は、明治時代の子孫の記録や、両氏の重臣である三宅氏の存在などから考慮はされるものの、生誕地そのものである可能性は低い（江戸時代の初期に著作された書物類から、可児市にある明智長山城である可能性が高いとされる）。

## 歴史・沿革
宝治元年（1247年） 築城
遠山三郎兵衛景重が築城した。遠山景重の先祖は加藤景廉（源頼朝の重臣）が遠山荘の地頭になり、その子岩村城主景朝はこの地名をとって遠山と姓を改めた。遠山景重は加藤景廉の孫にあたる。
戦国時代前の状況（ - 1570年）
戦国時代には美濃国東濃地方は信濃国・三河国との国境界に位置するため、美濃攻略を狙う武田と織田の争奪戦が繰り広げられた。始めは武田信玄に従っていた遠山家だが、明知城主遠山景行も織田信長の婚姻政策によって織田勢についた。
元亀元年（1570年） 12月28日 上村合戦で遠山景行戦死
秋山信友は、西に兵を進め、上村（現在の恵那市上矢作町）で明知・苗木・飯羽間・串原・足助の諸将の遠山連合軍と東三河の徳川の援兵合わせて五千と戦い、これを攻略した。この上村合戦において、明知城主遠山景行は5・6騎の兵とともに落ちのびたが自刃した。また、景行の甥で娘婿にあたる小里光次も戦死している。新しく明知城当主になった遠山一行（景行の長男景玄の子）が幼少のため、馬場山田村の飯高山満昌寺に出家していた景玄の弟が還俗し名を遠山利景と改め、一行を補佐し明知遠山氏を守った。
元亀元年（1570年）12月29日 明知城奪還
明知遠山氏は秋山勢に歯が立たず織田信長に救援を求めた。信長は時を移さず明智光廉を急派し、秋山勢を美濃領から駆逐するように命じた。両軍は美濃と三河の国境にある小田子村で対陣、(小田子合戦)三日間に渡る激戦の末、秋山勢は敗れて信濃に撤退した。
元亀3年（1572年）武田信玄は足利義昭の要請で上洛を決意。高遠城主秋山信友に三千の兵を率いさせ美濃に侵攻。その11月、包囲された岩村城は当主の遠山景任が、3年前の元亀元年の武田勢との戦いで負傷、その翌年に亡くなっていたため秋山虎繁(信友)は女城主となっていた一人身のおつやの方を籠絡し結婚を条件に和議の申し入れを受け開城させ岩村城を手に入れた。
天正2年（1574年） 2月 明知城落城
武田信玄の遺志にて武田勝頼は美濃、尾張、三河、遠江、駿河攻略の拠点となる明知城を、一万五千の大軍をもって襲撃する。明知城主遠山一行・叔父利景らは兵五百でこれを防ぎ、織田信長に急を報じた。信長は明知城を失う重大さを思い、奈良多聞山城から呼び寄せた子信忠と明智光秀とともに、三万の兵にて明知城西八丁の鶴岡山に布陣し、包囲された明知勢と連絡して武田勢を挟撃しようとした。
しかし城内では飯羽間右衛門による謀反が起こり、援軍として在城する坂井越中守を滅ぼし、また搦手水の口曲輪が破られ城郭・城下は火の海となり、城は武田方の手に渡った。戦死者五百を数えた。この戦いで遠山十八城のうち明知城は17番目に落城した。当主一行は利景とともに城を脱出し、妻の実家である足助の鈴木氏を頼った。
天正3年（1575年） 5月 明知城奪還
織田信長は長篠の戦いで武田勝頼を破ったのに続いて、嫡男信忠を総大将とする武田征伐軍が武田方に占拠された諸城を次々に奪回し、明知城も再び織田方の城となる。足助の鈴木氏を頼っていた遠山利景と一行は、明知城に帰還した。
天正11年（1583年）利景、家康を頼る
美濃の領主であった信長の三男信孝を追い出し自害させた秀吉のもと、池田恒興が岐阜城主となり、その娘婿で東美濃を任された森長可が支配権を行使するなか、圧迫された遠山利景は従兄の小里光明（和田助右衛門）とともに、足助の鈴木氏を頼った。利景の妻は鈴木重直の娘、小里光明の姉妹が鈴木重直の嫡男で現当主の鈴木信重の妻という関係である。鈴木は徳川と縁戚関係にあり、家康の大叔母で育ての母松平久子が鈴木重直の妻となっていたので、家康の配下にあった。 一行は本能寺の変の際に利景とともに甲斐に在番していた。変の混乱の後、一行を甲斐に残し、利景のみ明知城に戻った。その帰路、家康の家臣本多重次に会い、徳川に味方することを誓っている。一行はそのまま甲斐に残り、その後松平頼国（依田頼国）に従って信州を転戦した。
天正12年（1584年）4月 再び奪還するが剥奪される
小牧・長久手の戦いにおいて、遠山勢は菅沼定利の部隊に組み込まれた。長久手の戦いで岩村城主森長可が没したその隙に、家康の命により明知城を奪還する。しかし、家康が和睦し、天下人豊臣秀吉に城を長可の弟森忠政に返すよう命じられ、森左近が明知城城代となる。再び足助の鈴木氏を頼った。
天正13年（1585年）豊臣秀吉は森忠政の重臣の林為忠（長兵衛）に明知城を与えた。
慶長5年（1600年）2月 原土佐守が明知城城代となる
秀吉死後、さまざまな確執がある中、家康は森忠政を川中島に移封、代わりに田丸直昌を岩村城主とした。その際明知城城代として原土佐守を置いた。
慶長5年（1600年）9月 関ヶ原合戦　故城奪還
関ヶ原の戦いの際、小山の陣から真田氏とともに田丸氏は家康から離れ西軍に属することとした。家康は秀忠軍が通ると想定されたことから、利景に東美濃奪還を命じた。利景の子の方景や小里光明とともに、また妻木城主の妻木氏などと協力して田丸勢を追い出し、明知城を奪取し東美濃を平定、岩村城も開城させた。
慶長8年（1603年）9月 旗本になる
東濃平定の戦功により遠山利景は、恵那・土岐郡内で6,700石を与えられ旗本(交代寄合)となった。 旗本五千騎のうち、6,000石以上の旗本は50指に満たない。岩村には、（大給）松平家乗が入城するが、家乗は利景の妻の親戚筋（松平久子の曾孫）となる。
元和元年（1615年）明知城廃城
幕府より旗本が城を持つことは不可とされたため、二代の遠山方景は明知城を取り壊し、城下大手門近く（北西側麓）に明知陣屋を構えた。